# 2-й зенитный пулемётный полк
2-й зенитный артиллерийский полк — воинское подразделение вооружённых ПВО СССР в Великой Отечественной войне.

## История
Переформирован в 1940 году из 2-го зенитно-пулемётного полка Ленинградского военного округа
В составе действующей армии во время Великой Отечественной войны — с 22 июня 1941 года по 15 октября 1944 года.
С начала и до конца боевых действий входил в состав 2-го корпуса ПВО (с апреля 1942 года Ленинградская армия ПВО). Состоял из трёх зенитно-пулемётных батальонов. На вооружении полка состояли счетверённые 12,7 мм крупнокалиберные пулемёты Дегтярёва — Шпагина обр. 1938 года, установленные на автомобилях ГАЗ-АА.
С первых дней войны отражал налёты вражеских самолётов на Ленинград. Также в августе-сентябре 1941 года вёл бои против наземных войск противника вместе со 192-м зенитным артиллерийским полком в районах Ям-Ижоры, Красного Бора и Поповки, Колпино. Затем в течение всей блокады базировался непосредственно в городе, на чердаках и крышах домов и заводов в основном Кировского района. В полку, как и во многих других зенитный соединений, велика была доля военнослужащих-женщин.
Полк базировался в Ленинграде до осени 1944 года. Осенью 1944 года был переброшен в Карелию, где в районе Кандалакши прикрывал узловую станцию Немозеро.

## Полное наименование
- 2-й зенитный пулемётный полк

## Командиры
- полковник И. Т. Цвик.

## Память
- Обелиск на братской могиле воинов полка, погибших 25 мая 1943 года при налёте на Ленинград, на Киновеевском кладбище в Санкт-Петербурге.